# Лисинский охотничий павильон
Охотничий павильон — бывший императорский особняк в поселке Лисино-Корпус Тосненского района Ленинградской области.
Здание, заложенное по проекту архитектора Николая Леонтьевича Бенуа в осушенной крутой излучине реки Лустовки, строилось в 1855—1860 годах. Непосредственно примыкает к комплексу построек Лисинского учебного лесничества, также сооруженных по проекту Бенуа. Подъездная аллея вела ко дворцу от здания Егерского училища.
Первоначальный проект Бенуа 1853 года предполагал небольшой центрический в плане дом, окруженный цветниками, которые ограничивала широкая круговая дорога. Для устройства въездного пандуса берег реки был укреплен полуциркульным кирпичным барьером. Фасад сооружения был украшен мозаикой и лепниной. В том же стиле была построена и церковь Лесного департамента. В процессе строительства дворец был расширен за счет оранжерей и башни-кампанилы и приобрел современный асимметричный план. Вместе с оригинальным решением фасадов он позволяет видеть в Лисинском дворце первые стилистические признаки будущего «северного модерна».
Во времена Александра II дворец регулярно использовался для царской охоты, в том числе на медведя. Интерьеры были украшены охотничьими трофеями и картинами со сценами охоты. В настоящий момент искаженное ремонтами здание используется под общежитие СПбЛГТУ. Интерьеры утрачены.